# 浦瑾
浦瑾（1477年—？），字文玉，直隸常州府無錫縣人，軍籍，明朝政治人物。

## 生平
正德二年（1507年）丁卯科應天府鄉試第三十名舉人。正德十六年（1521年）中式辛巳科會試第三十三名，登第三甲第二十二名進士，授浙江麗水縣知縣。

## 家族
曾祖浦瑛；祖父浦森；父浦宗盛，曾任義官。母周氏。永感下。子浦應麒，官至宮坊贊善。
有詩五首，收錄於《列朝詩集》丙集第三。